# Shehri
 (juin 2016).
Si vous disposez d'ouvrages ou d'articles de référence ou si vous connaissez des sites web de qualité traitant du thème abordé ici, merci de compléter l'article en donnant les références utiles à sa vérifiabilité et en les liant à la section « Notes et références ».
Le shehri ou jibbali (signifiant « langue des montagnes ») est une langue sémitique parlée au Dhofar (région sud du sultanat d'Oman), plus particulièrement dans les villages côtiers, montagnards ou isolés de la région de Salalah. Il appartient à la famille des langues sudarabiques modernes.
Le shehri est souvent confondu avec le dialecte arabe local, même parmi ses locuteurs. La langue se décline elle-même en de multiples dialectes très localisés, ce qui explique les multiples autres noms la désignant : shehri, jibbali, geblet,  šheret,  šehri, shauri, shahari, jibali, ehkili, qarawi ou encore garawi. La plupart des locuteurs sont bilingues et sont capables de converser en arabe, bien que le shehri reste la langue traditionnellement apprise aux enfants. Celle-ci n'est toutefois pas enseignée dans les écoles et n'est pas écrite. 
Le shehri reste associé à un sentiment d'appartenance régional fort au Dhofar, bien que la langue arabe gagne de plus en plus du terrain parmi la jeunesse qui s'expatrie dans les grandes villes.